# Vandkastanje
Kinesisk vandkastanje (Eleocharis dulcis), der oftest blot kaldes vandkastanje, er et halvgræs som avles for sine spiselige underjordiske knolde. Den har rørformede grønne stængler som kan blive op til 1,5 m høje.
Navnet "vandkastanje" relaterer sig til plantens knoldede rødder, der er spiselige enten rå og/eller kogte.
Vandkastanjen smager rigtig godt i thaimad og andre asiatiske retter.